# 문경희
문경희(1977년 3월 23일 ~ )는 대한민국의 배우이다.

## 드라마
- 2001년 : SBS 여인천하
- 2014년~2020년 : MBN 기막힌 이야기 실제상황
- 2014년~2016년 : 이것은 실화다

## 영화
- 1997년 : 넘버 3 - 간통녀 역
- 1997년 : 마리아와 여인숙 - 정사 여 역
- 1997년 : 노는 계집 창 - 1호집 애란 역
- 1998년 : 찜 - 학원여자 역
- 1998년 : 약속 - 이 간호사 역
- 1999년 : 박하사탕 - 단란주점 4 여 역
- 2001년 : 눈물 - 식당 아줌마 역
- 2007년 : 허브 - 마트 점원 역
- 2009년 : 왕자들의 쉼터
- 2010년 : 계몽영화 - 유경 역
- 2015년 : 열정 같은 소리하고 있네 - 최대표 아내 역
- 2018년 : 더 메뉴얼 - 건우처 역
- 2019년 : 은지: 돌이킬 수 없는 그녀 - 은지 엄마 역
- 2021년 : 여고괴담 여섯번째 이야기: 모교 - 문정 모 역